# ТЕС Бриндізі
ТЕС Бриндізі — теплова електростанція на півдні Італії у регіоні Апулія, провінція Бриндізі. Використовує технологію комбінованого парогазового циклу.
Станом на початок 2000-х на нафтохімічному майданчику компанії EniChem у Бриндізі діяли дві теплові електростанції загальною потужністю 302 МВт — CTE1 із шести парових турбін (GT1, GT2, GT3, GT4, GT5, GT6) та CTE2 з однієї турбіни (GT11).
У 2005—2006 роках тут спорудили значно потужніший об'єкт CTE3 за сучасною технологією парогазового циклу. Нова станція мала три однотипні енергоблоки потужністю по 393 МВт, у кожному з яких встановили одну газову турбіну потужністю 266 МВт, котра через котел-утилізатор живить одну парову турбіну з показником 127 МВт. Загальна паливна ефективність цих блоків становить 53,2 %.
Після запуску CTE3 станцію CTE2, а також  турбіни GT4 і GT5 на станції CTE1 вивели з експлуатації. В роботі залишались блоки CTE1 загальною потужністю 151 МВт (GT1 та GT2 з показниками по 20,5 МВт, GT3 потужністю 40 МВт та GT6 на  72 МВт). Станом на кінець 2010-х блок GT6 також призначили для демонтажу.
Окрім виробництва електроенергії станція може постачати теплову енергію. Водночас її особливістю є те, що парові турбіни ТЕС окрім продукованого власними котлами пару також споживають пар, отриманий з сусіднього піролізного виробництва компанії Eni.
Для охолодження використовують морську воду.
Зв'язок із енергомережею відбувається по ЛЕП, розрахованій на роботу із напругою 380 кВ.